# Aragóniai Jolán címzetes nápolyi királyné
Aragóniai Jolán (Barcelona, Katalónia, 1381. augusztus 11. – Saumur, Maine Grófság, Franciaország, 1443. november 14.), katalánul: Violant d'Aragó, spanyolul: Violante de Aragón, olaszul: Iolanda di Aragona, franciául: Yolande d'Aragon occitánul: Iolanda d'Aragon, németül: Jolanthe von Aragon, aragón királyi hercegnő, címzetes nápolyi királyné, Anjou hercegnéje, Provance, Forcalquier és Maine grófnéja. I. (Jó) Renátusz nápolyi király anyja és Aragóniai Johanna foix-i grófné féltestvére. VII. Károly francia király anyósa és a francia udvar befolyásos és meghatározó tagja, aki Jeanne d’Arcot felkarolta. A Barcelonai-ház aragón királyi főágának az utolsó tagja.

## Élete
I. János aragón királynak és második feleségének, Jolánnak, Bar hercegnőjének az egyetlen nagykorúságot megért gyermeke. Nagyapja, IV. (Szertartásos) Péter (1319–1387) aragón király életében született, és 5 éves volt, amikor a nagyapja meghalt, és trónra lépett az apja 1387. január 5-én.
A sok édes- és félestvére közül csak egy féltestvére, apjának első, Mattea (Márta, Mária) armagnaci grófnővel kötött házasságából származó másik lánya, Aragóniai Johanna infánsnő érte meg a nagykorúságot, és bár Johanna volt az elsőszülött, a száli frank jog szerint I. (Vadász) János aragón király halála (1396) után a lányai nem örökölhették az aragón trónt. Annak ellenére, hogy a Barcelonai-ház nőuralom révén szerezte meg az Aragóniai Királyságot 1137-ben, amikor I. Petronilla (1136–1174) aragón királynő férjéül az apja, II. Ramiro aragóniai király IV. Rajmund Berengárt (1113–1162), Barcelona grófját jelölte ki, az utódaik számára megtiltották a nők trónöröklési jogát, és a Barcelonai Grófságban érvényes száli frank trónöröklést vezették be Aragóniában is, ami ellentétes volt a hispániai hagyományokkal, hiszen a szomszédos Kasztíliában és Navarrában a nők is örökölhették a trónt. A nőket a trónöröklésből kizáró törvény Aragóniában 1502-ig volt érvényben, amikor az Aragón Gyűlés, a Corts II. Ferdinánd aragóniai király másodszülött lányát, (Őrült) Johannát, annak jelenlétében trónörökösnek nyilvánította, aki apja halála (1516) után valóban Aragónia királynője lett, annak ellenére is, hogy „betegsége miatt” hivatalosan sohasem iktatták be, és helyette elsőszülött fia, Habsburg Károly uralkodott. A nőket a trónöröklésből kizáró rendelkezést már Jolán infánsnő nagyapja, IV. Péter aragóniai király is vitatta, mikor 1347-ben az addig egyetlen fiának, Péter infánsnak a születése és azonnali halála okán legidősebb lányát, Konstancia infánsnőt jelölte ki trónörökösévé, ami heves ellenállást váltott ki akkor alattvalói között, és IV. Péter öccse és 1347-ig örököse, Jakab infáns vezetésével felkelés robbant ki IV. Péter ellen, aki bár sikeresen leverte a lázadást, a trónöröklést csak három évvel később, 1350-ben oldotta meg megnyugtatóan, amikor megszületett Jolán infánsnő apja, a későbbi I. János király. Jolán anyja, Bar Jolán királyné is felvetette a női trónöröklést, bár az ő lánya csak másodszülött volt, de ekkor még reménykedhetett egy egészséges és életerős fiú születésében, aki automatikusan megelőzte volna Jolán nővérét, Johannát, valamint a Barcelonai-ház minden férfi tagját, és a trónöröklésben első helyen állt volna. Jolán infánsnő egyetlen csecsemőkort túlélt fiútestvére, Jakab (1382–1388) infáns, aki apja trónra lépése (1387) után trónörökös lett, egy évvel később hatévesen meghalt.
1396. május 19-én váratlanul, fiúgyermekek hátrahagyása nélkül, 45 évesen meghalt a 14. életévébe lépett Jolán apja, és nem volt, aki a trónt betöltse, mert a Barcelonai-ház rangidős férfi tagja, az elhunyt János király testvéröccse, Idős Márton aragón infáns nem tartózkodott ekkor Aragóniában, hiszen a fiánál, Ifjú Mártonnál és a menyénél, I. Máriánál, a szicíliai királyi párnál Szicília szigetén „vendégeskedett”, ugyanis valójában ő volt Szicília tényleges ura és kormányzója, mert ő volt az 1392-ben kezdődött aragón invázió vezére, amely Szicília pacifikációját és lázadó báróinak a királyi hatalom alá vonását szerette volna elérni. A trónöröklés rendezetlensége és a férfi örökös távolléte lehetőséget adott a kiskapuk igénybe vételére és a lehetséges trónkövetelők jelentkezésére. Elsőként az özvegy királyné, Bar Jolán jelentette be, hogy újabb gyermeket vár, hiszen a szokások értelmében az özvegy királynét megkérdezték ilyenkor, hogy terhesnek érzi-e magát vagy sem, mert ez esetben meg kell várni a születendő gyermek érkezését, aki ha fiú lenne, megelőzné János öccsét, Idős Mártont a trónöröklésben. A királyné azonban az év elején hozott világra egy másik lányt, bár az újszülött hamarosan meghalt, így az özvegy királyné sógornője, Luna Mária, aki férje távollétében átvette a régensséget, rögtön átlátta a helyzetet, lehetetlennek nyilvánítva az újabb gyermekvárást, bár előzékenyen megvárta a szülés lehetséges időpontját, a novembert, leleplezte Jolán királyné álterhességét. Az özvegy királyné ekkor még egy meghökkentő javaslattal állt elő, és egyetlen lányának, Jolán hercegnőnek az öröklését szerette volna elérni, de ez nemcsak annak mondott ellent, hogy nők nem örökölhették a trónt, hanem az elsőszülöttségi jognak is, hiszen Jolán infánsnő csupán a másodszülött volt, és Johanna volt az idősebb lány. Éppen ezért Johanna férje, I. Mátyás foix-i gróf be is jelentette trónigényét felesége nevében, és seregei élén be is vonult Aragóniába, hogy érvényesíthesse feleségei jogait. Luna Mária királyné ekkor is határozottan cselekedett, és az elhunyt sógora vejének csapatait kiverte az országból, ráadásul Mátyás birtokainak egy részét, így Andorrát is elfoglalta ezért a hazatérő férje a következő (1397) évben már akadálytalanul foglalhatta el az aragón trónt, melyet felesége erőteljes intézkedéseinek köszönhetett.
Jolán infánsnő részt vett Luna Mária 1399. április 22-én megtartott koronázásán Aragónia fővárosában, Zaragozában. A királyné koronázásán a királyi családból még jelen volt a királyné édesanyja, Brianda d'Agoult lunai grófné, Izabella (Erzsébet) aragón királyi hercegnő, aki Jolán nagynénje, apjának a féltestvére volt, valamint Prades Margit, Idős Márton későbbi felesége is. A szertartáson Jolán vitte a koronát, és amikor Luna Mária királyné letérdelt a király elé, az egy ezüsttálról, melyet Jolán tartott, elvette a koronát, és a felesége fejére helyezte.
Bar Jolán özvegy királyné 1407-ben az unokáját, Jolán infánsnő lányát, Anjou Mária hercegnőt (1404–1463) ajánlotta sógora, Idős Márton aragón király 1406-ban született unokája, Márton infáns jegyeseként, aki Ifjú Márton szicíliai királynak és aragón trónörökösnek, valamint második feleségének, Évreux-i Blanka navarrai infánsnőnek (későbbi navarrai királynőnek) a fiaként jött a világra, hogy ezzel az aragón királyi házban támadt egyenetlenségeket elsimítsa. A kis herceg azonban még a házassági ajánlattétel évében, 1407 augusztusában meghalt, így a terv, hogy ezzel Vadász János király ága is az aragón trónra emelkedjen, ezúttal kútba esett.
Egy hónappal később, 1407 szeptemberében elhunyt Jolán nővére, az özvegy és gyermektelen Johanna, és ezzel Jolán infánsnő vitathatatlanul János király egyetlen örökösévé lépett elő, és bár Idős Márton király haláláig nem lépett fel nyíltan nagybátyja uralma ellen, de anyja, Márton sógornője, özvegy Jolán királyné arra próbálta rávenni a fia, Ifjú Márton halálával (1409) újabb örökösödési válság elé néző Aragónia uralkodóját, hogy Jolán infánsnő legidősebb fiát, Anjou Lajos herceget tegye meg örökösévé, annak ellenére, hogy Idős Márton király a saját unokáját, elhunyt fiának fattyú, de törvényesített fiát, a szintén kiskorú Frigyest szerette volna a trónon látni, bár mindkét elképzelés sértette a hatályos trónöröklési szabályokat. Végül hosszas és véres küzdelmek után Idős Márton és Vadász János unokaöccsét, Jolán elsőfokú unokatestvérét, Ferdinánd kasztíliai infánst választották 1412-ben Aragónia királyává.

## Filmművészet
Aragóniai Jolán alakja megjelenik Luc Besson 1999-ben készített Jeanne d’Arc – Az orléans-i szűz (The Messenger: The Story of Joan of Arc) című filmjében, akit Faye Dunaway formált meg. Milla Jovovich a címszereplőt, Jeanne d’Arcot alakította, míg Jolán vejét, VII. Károly francia királyt John Malkovich személyesítette meg.

## Gyermekei
- Férjétől, II. Lajos (1377–1417) címzetes nápolyi királytól, Anjou hercegétől, 6 gyermek:
  - Lajos (1403–1434) aragón trónkövetelő: (1410–1412), III. Lajos néven címzetes nápolyi király, Anjou hercege, felesége Savoyai Margit (1420–1479), VIII. Amadeusz savoyai herceg, V. Félix néven római (ellen)pápa lánya, gyermekei nem születtek[10]
  - Mária (1404–1463), férje VII. Károly francia király (1403–1461), 14 gyermek
  - N. (leány) (1406–fiatalon)
  - Renátusz (1409–1480), I. Renátusz néven nápolyi király: (1435–1442), aragón trónkövetelő: (1466–1470), 1. felesége I. Izabella (1400–1453) lotaringiai hercegnő, 10 gyermek, 2. felesége Monforti Johanna (1433–1498) lavali grófnő, gyermekei nem születtek+3 természetes gyermek
  - Jolán (1412–1440), férje I. Ferenc breton herceg (1414–1450), 1 fiú
  - Károly (1414–1473), Maine grófja, Languedoc főkormányzója, 1. felesége Cambella Ruffo, Sessa hercegnője (–1442), 1 fiú, 2. felesége Luxemburgi Izabella (–1472), I. Péter, Saint-Pol grófja lánya, 2 gyermek+3 természetes gyermek